# Tony Award du meilleur acteur dans une pièce
Le Tony Award du meilleur acteur dans une pièce (Tony Award for Best Performance by a Leading Actor in a Play) est un prix récompensant les meilleurs acteurs dans de nouvelles pièces ou des reprises jouées à Broadway, New York. Le prix existe depuis 1947 et, comme les autres Tony Awards, il est remis lors d'une cérémonie ayant lieu mi-juin, chaque année.

## Prix et nominations

### Années 1940
- 1947 : José Ferrer – Cyrano de Bergerac et Fredric March – Years Ago
  - Pas de nommés
- 1948 : Henry Fonda – Mister Roberts, Paul Kelly – Command Decision et Basil Rathbone – The Heiress
  - Pas de nommés
- 1949 : Rex Harrison – Anne of the Thousand Days
  - Pas de nommés

### Années 1950
| - 1950 : Sidney Blackmer – Come Back, Little Sheba - Pas de nommés - 1951 : Claude Rains – Darkness at Noon - Pas de nommés - 1952 : José Ferrer – The Shrike - Pas de nommés - 1953 : Tom Ewell – The Seven Year Itch - Pas de nommés - 1954 : David Wayne – La Petite Maison de thé - Pas de nommés - 1955 : Alfred Lunt – Quadrille - Pas de nommés - 1956 : Paul Muni – Inherit the Wind dans le rôle de Henry Drummond - Ben Gazzara – A Hatful of Rain - Boris Karloff – The Lark - Michael Redgrave – Tiger at the Gates - Edward G. Robinson – Middle of the Night | - 1957 : Fredric March – Long Day's Journey into Night dans le rôle de James Tyrone Sr. - Maurice Evans – The Apple Cart - Wilfrid Hyde-White – The Reluctant Debutante - Eric Portman – Separate Tables - Ralph Richardson – The Waltz of the Toreadors - Cyril Ritchard – Visit to a Small Planet - 1958 : Ralph Bellamy – Sunrise at Campobello dans le rôle de Franklin Delano Roosevelt - Richard Burton – Time Remembered - Hugh Griffith – Look Homeward, Angel - Laurence Olivier – The Entertainer - Anthony Perkins – Look Homeward, Angel - Peter Ustinov – Romanoff and Juliet - Emlyn Williams – A Boy Growing Up - 1959 : Jason Robards, Jr. – The Disenchanted dans le rôle de Manley Halliday - Cedric Hardwicke – A Majority of One - Alfred Lunt – The Visit - Christopher Plummer – J.B. - Cyril Ritchard – The Pleasure of His Company - Robert Stephens – Epitaph for George Dillon |

### Années 1960
| - 1960 : Melvyn Douglas – The Best Man dans le rôle de William Russell - Lee Tracy – The Best Man - Jason Robards – Toys in the Attic - Sidney Poitier – A Raisin in the Sun - George C. Scott – The Andersonville Trial - 1961 : Zero Mostel – Rhinocéros dans le rôle de John - Hume Cronyn – Big Fish, Little Fish - Sam Levene – The Devil's Advocate - Anthony Quinn – Becket ou l'Honneur de Dieu - 1962 : Paul Scofield – Un homme pour l'éternité dans le rôle de Sir Thomas More - Fredric March – Gideon - John Mills – Ross - Donald Pleasence – The Caretaker - 1963 : Arthur Hill – Qui a peur de Virginia Woolf ? dans le rôle de George - Charles Boyer – Lord Pengo - Paul Ford – Never Too Late - Bert Lahr – The Beauty Part - 1964 : Alec Guinness – Dylan dans le rôle de Dylan Thomas - Richard Burton – Hamlet - Albert Finney – Luther - Jason Robards – Après la chute | - 1965 : Walter Matthau – Drôle de couple (The Odd Couple) dans le rôle de Oscar Madison - John Gielgud – Tiny Alice - Donald Pleasence – Poor Bitos - Jason Robards – Hughie - 1966 : Hal Holbrook – Mark Twain Tonight dans le rôle de Mark Twain - Roland Culver – Ivanov - Donal Donnelly – Philadelphia, Here I Come! - Patrick Bedford – Philadelphia, Here I Come! - Nicol Williamson – Inadmissible Evidence - 1967 : Paul Rogers – The Homecoming dans le rôle de Max - Hume Cronyn – A Delicate Balance - Donald Madden – Black Comedy - Donald Moffat – Right You Are (If You Think You Are) - Donald Moffat – The Wild Duck - 1968 : Martin Balsam – You Know I Can't Hear You When the Water's Running dans divers rôles - Albert Finney – A Day in the Death of Joe Egg - Milo O'Shea – Staircase - Alan Webb – I Never Sang for My Father - 1969 : James Earl Jones – The Great White Hope dans le rôle de Jack Jefferson - Art Carney – Lovers - Alec McCowen – Hadrian the Seventh - Donald Pleasence – The Man in the Glass Booth |

### Années 1970
| - 1970 : Fritz Weaver – Child's Play dans le rôle de Jerome Malley - James Coco – The Last of the Red Hot Lovers dans le rôle de Barney Cashman - Frank Grimes – Borstal Boy dans le rôle de Young Behan - Stacy Keach – Indians dans le rôle de Buffalo Bill - 1971 : Brian Bedford – The School for Wives dans le rôle de Arnolphe - John Gielgud – Home dans le rôle de Harry - Alec McCowen – The Philanthropist dans le rôle de Philip - Ralph Richardson – Home dans le rôle de Jack - 1972 : Cliff Gorman – Lenny dans le rôle de Lenny Bruce - Tom Aldredge – Sticks and Bones dans le rôle de Ozzie - Donald Pleasence – Wise Child dans le rôle de Mrs. Artminster - Jason Robards – The Country Girl dans le rôle de Frank Elgin - 1973 : Alan Bates – Butley dans le rôle de Ben Butley - Jack Albertson – The Sunshine Boys dans le rôle de Willie Clark - Wilfrid Hyde-White – The Jockey Club Stakes dans le rôle de Marquis of Candover - Paul Sorvino – That Championship Season dans le rôle de Phil Romano - 1974 : Michael Moriarty – Find Your Way Home dans le rôle de Julian Weston - Zero Mostel – Ulysses in Nighttown dans le rôle de Leopold Bloom - Jason Robards – A Moon for the Misbegotten dans le rôle de James Tyrone, Jr. - George C. Scott – Uncle Vanya dans le rôle de Mikhail lvovich Astrov - Nicol Williamson – Uncle Vanya dans le rôle de Ivan Petrovich Voinitsky | - 1975 : John Kani et Winston Ntshona – Sizwe Banzi is Dead et The Island dans le rôle de Various Characters - Jim Dale – Scapino! dans le rôle de Scapino - Peter Firth – Equus dans le rôle de Alan Strang - Henry Fonda – Clarence Darrow dans le rôle de Clarence Darrow - Ben Gazzara – Hughie and Duet dans le rôle de "Erie" Smith - John Wood – Sherlock Holmes dans le rôle de Sherlock Holmes - 1976 : John Wood – Travesties dans le rôle de Henry Carr - Moses Gunn – The Poison Tree dans le rôle de Benjamin Hurspool - George C. Scott – Mort d'un commis voyageur dans le rôle de Willy Loman - Donald Sinden – Habeas Corpus dans le rôle de Arthur Wicksteed - 1977 : Al Pacino – The Basic Training of Pavlo Hummel dans le rôle de Pavlo Hummel - Tom Courtenay – Otherwise Engaged dans le rôle de Simon - Ben Gazzara – Who's Afraid of Virginia Woolf? dans le rôle de George - Ralph Richardson – No Man's Land dans le rôle de Hirst - 1978 : Barnard Hughes – Da dans le rôle de Da - Hume Cronyn – The Gin Game dans le rôle de Weller Martin - Frank Langella – Dracula dans le rôle de Dracula - Jason Robards – A Touch of the Poet dans le rôle de Cornelius Melody - 1979 : Tom Conti – Whose Life Is It Anyway? dans le rôle de Ken Harrison - Philip Anglim – The Elephant Man dans le rôle de John Merrick - Jack Lemmon – Tribute dans le rôle de Scottie Templeton - Alec McCowen – St. Mark's Gospel dans le rôle de Mark |

### Années 1980
| - 1980 : John Rubinstein – Children of a Lesser God dans le rôle de James Leeds - Charles Brown – Home dans le rôle de Cephus Miles - Gerald Hiken – Strider dans le rôle de Strider - Judd Hirsch – Talley's Folly dans le rôle de Matt Friedman - 1981 : Ian McKellen – Amadeus dans le rôle de Antonio Salieri - Tim Curry – Amadeus dans le rôle de Wolfgang Amadeus Mozart - Roy Dotrice – A Life dans le rôle de Drumm - Jack Weston – The Floating Light Bulb dans le rôle de Jerry Wexler - 1982 : Roger Rees – The Life and Adventures of Nicholas Nickleby dans le rôle de Nicholas Nickleby - Tom Courtenay – The Dresser dans le rôle de Norman - Milo O'Shea – Mass Appeal dans le rôle de Father Tim Farley - Christopher Plummer – Othello dans le rôle de Iago - 1983 : Harvey Fierstein – Torch Song Trilogy dans le rôle de Arnold Beckoff - Jeffrey DeMunn – K2 dans le rôle de Taylor - Edward Herrmann – Plenty dans le rôle de Raymond Brock - Tony Lo Bianco – A View from the Bridge dans le rôle de Eddie - 1984 : Jeremy Irons – The Real Thing dans le rôle de Henry - Calvin Levels – Open Admissions dans le rôle de Calvin Jefferson - Rex Harrison – La Maison des cœurs brisés (Heartbreak House) dans le rôle de Captain Shotover - Ian McKellen – Ian McKellen Acting Shakespeare dans le rôle de Performer | - 1985 : Derek Jacobi – Much Ado About Nothing dans le rôle de Benedick - Jim Dale – A Day in the Death of Joe Egg dans le rôle de Bri - Jonathan Hogan – As Is dans le rôle de Rich - John Lithgow – Requiem for a Heavyweight dans le rôle de Harlan « Mountain » McClintock - 1986 : Judd Hirsch – Je ne suis pas Rappaport dans le rôle de Nat - Hume Cronyn – The Petition dans le rôle de General Sir Edmund Milne - Ed Harris – Precious Sons dans le rôle de Fred - Jack Lemmon – Long Day's Journey into Night dans le rôle de James Tyrone - 1987 : James Earl Jones – Fences dans le rôle de Troy Maxson - Philip Bosco – You Never Can Tell dans le rôle de Waiter - Richard Kiley – All My Sons dans le rôle de Joe Keller - Alan Rickman – Les Liaisons Dangereuses dans le rôle de Le Vicomte de Valmont - 1988 : Ron Silver – Speed-the-Plow dans le rôle de Charlie Fox - Derek Jacobi – Breaking the Code dans le rôle de Alan Turing - John Lithgow – M. Butterfly dans le rôle de Rene Gallimard - Robert Prosky – A Walk in the Woods (en) dans le rôle de Andrey Botvinnik - 1989 : Philip Bosco – Lend Me a Tenor dans le rôle de Saunders - Mikhail Baryshnikov – Metamorphosis dans le rôle de Gregor Samsa - Victor Garber – Lend Me a Tenor dans le rôle de Max - Bill Irwin – Largely New York dans le rôle de The Post-Modern Hoofer |

### Années 1990
| - 1990 : Robert Morse – Tru dans le rôle de Truman Capote - Charles S. Dutton – The Piano Lesson dans le rôle de Boy Willie - Dustin Hoffman – The Merchant of Venice dans le rôle de Shylock - Tom Hulce – A Few Good Men dans le rôle de LTJG Daniel A. Kaffee - 1991 : Nigel Hawthorne – Shadowlands dans le rôle de C.S. Lewis - Peter Frechette (en) – Our Country's Good dans le rôle de 2nd Lieutenant Ralph Clark - Tom McGowan – La Bête (en) dans le rôle de Valere - Courtney B. Vance – Six Degrees of Separation dans le rôle de Paul - 1992 : Judd Hirsch – Conversations with My Father dans le rôle de Eddie - Alan Alda – Jake's Women dans le rôle de Jake - Alec Baldwin – A Streetcar Named Desire dans le rôle de Stanley Kowalski - Brian Bedford – Two Shakespearean Actors dans le rôle de William Charles Macready - 1993 : Ron Leibman – Angels in America: Millennium Approaches dans le rôle de Roy Cohn, et al. - K. Todd Freeman – The Song of Jacob Zulu dans le rôle de Jacob Zulu - Liam Neeson – Anna Christie dans le rôle de Mat Burke - Stephen Rea – Someone Who'll Watch Over Me dans le rôle de Edward - 1994 : Stephen Spinella – Angels in America: Perestroika dans le rôle de Prior Walter - Brian Bedford – Timon of Athens dans le rôle de Timon - Christopher Plummer – No Man's Land dans le rôle de Spooner - Sam Waterston – Abe Lincoln in Illinois dans le rôle de Abraham Lincoln | - 1995 : Ralph Fiennes – Hamlet dans le rôle de Hamlet - Brian Bedford – The Molière Comedies dans le rôle de Sganarelle - Roger Rees – Indiscretions dans le rôle de George - Joe Sears – A Tuna Christmas dans le rôle de Various Characters - 1996 : George Grizzard – A Delicate Balance dans le rôle de Tobias - Philip Bosco – Moon Over Buffalo dans le rôle de George Hay - George C. Scott – Inherit the Wind dans le rôle de Henry Drummond - Martin Shaw – An Ideal Husband dans le rôle de Lord Goring - 1997 : Christopher Plummer – Barrymore dans le rôle de John Barrymore - Brian Bedford – London Assurance dans le rôle de Sir Harcourt Courtly - Michael Gambon – Skylight dans le rôle de Tom Sergeant - Antony Sher – Stanley dans le rôle de Stanley - 1998 : Anthony LaPaglia – A View from the Bridge dans le rôle de Eddie - Richard Briers – The Chairs dans le rôle de Old Man - John Leguizamo – Freak dans le rôle de himself, various - Alfred Molina – 'Art' dans le rôle de Yvan - 1999 : Brian Dennehy – Mort d'un commis voyageur dans le rôle de Willy Loman - Brian F. O'Byrne – The Lonesome West dans le rôle de Valene Connor - Corin Redgrave – Not About Nightingales dans le rôle de Bert "Boss" Whalen - Kevin Spacey – The Iceman Cometh dans le rôle de Theodore Hickman |

### Années 2000
| - 2000 : Stephen Dillane – The Real Thing dans le rôle de Henry - Gabriel Byrne – A Moon for the Misbegotten dans le rôle de James Tyrone, Sr. - Philip Seymour Hoffman – True West dans le rôle de Austin (Alternated with Lee) - John C. Reilly – True West dans le rôle de Lee (Alternated with Austin) - David Suchet – Amadeus dans le rôle de Antonio Salieri - 2001 : Richard Easton – The Invention of Love dans le rôle de A. E. Housman, aged 77 - Seán Campion – Stones in His Pockets dans le rôle de Jake Quinn - Conleth Hill – Stones in His Pockets dans le rôle de Charlie Conlon - Brian Stokes Mitchell – King Hedley II dans le rôle de King - Gary Sinise – One Flew Over the Cuckoo's Nest dans le rôle de Randle P. McMurphy - 2002 : Alan Bates – Fortune's Fool dans le rôle de Vassily Semyonitch Kuzovkin - Billy Crudup – The Elephant Man dans le rôle de John Merrick - Liam Neeson – The Crucible dans le rôle de John Proctor - Alan Rickman – Private Lives dans le rôle de Elyot Chase - Jeffrey Wright – Topdog/Underdog dans le rôle de Lincoln - 2003 : Brian Dennehy – Long Day's Journey into Night dans le rôle de James Tyrone Sr. - Brian Bedford – Tartuffe dans le rôle de Orgon - Eddie Izzard – A Day in the Death of Joe Egg dans le rôle de Bri - Paul Newman – Our Town dans le rôle de Stage Manager - Stanley Tucci – Frankie and Johnny in the Clair de Lune dans le rôle de Johnny - 2004 : Jefferson Mays – I Am My Own Wife dans le rôle de Charlotte von Mahlsdorf, et al. - Simon Russell Beale – Jumpers dans le rôle de George - Kevin Kline – Henry IV (a combination of Part 1 et Part 2) dans le rôle de Sir John Falstaff - Frank Langella – Match dans le rôle de Tobi - Christopher Plummer – King Lear dans le rôle de King Lear | - 2005 : Bill Irwin – Who's Afraid of Virginia Woolf? dans le rôle de George - Philip Bosco – Twelve Angry Men dans le rôle de Juror #3 - Billy Crudup – The Pillowman dans le rôle de Katurian - James Earl Jones – On Golden Pond dans le rôle de Norman Thayer, Jr. - Brían F. O'Byrne – Doubt dans le rôle de Father Flynn - 2006 : Richard Griffiths – The History Boys dans le rôle de Hector - Ralph Fiennes – Faith Healer dans le rôle de Frank - Željko Ivanek – The Caine Mutiny Court Martial dans le rôle de Lt. Com. Phillip Francis Queeg - Oliver Platt – Shining City dans le rôle de John - David Wilmot – The Lieutenant of Inishmore dans le rôle de Padraic - 2007 : Frank Langella – Frost/Nixon dans le rôle de Richard Nixon - Boyd Gaines – Journey's End dans le rôle de Lieut. Osborne - Brían F. O'Byrne – The Coast of Utopia dans le rôle de Alexander Herzen - Christopher Plummer – Inherit the Wind dans le rôle de Henry Drummond - Liev Schreiber – Talk Radio dans le rôle de Barry Champlain - 2008 : Mark Rylance – Boeing Boeing dans le rôle de Robert - Ben Daniels – Les Liaisons dangereuses dans le rôle de Le Vicomte de Valmont - Laurence Fishburne – Thurgood dans le rôle de Thurgood Marshall - Rufus Sewell – Rock 'n' Roll dans le rôle de Jan - Patrick Stewart – Macbeth dans le rôle de Macbeth - 2009 : Geoffrey Rush – Exit the King dans le rôle de King Berenger - Jeff Daniels – God of Carnage dans le rôle de Alan - Raúl Esparza – Speed-the-Plow dans le rôle de Charlie Fox - James Gandolfini – God of Carnage dans le rôle de Michael - Thomas Sadoski – reasons to be pretty dans le rôle de Greg |

### Années 2010
| - 2010 : Denzel Washington – Fences dans le rôle de Troy Maxson - Jude Law – Hamlet dans le rôle d'Hamlet - Alfred Molina – Red dans le rôle de Mark Rothko - Liev Schreiber – Vu du pont dans le rôle d'Eddie - Christopher Walken – A Behanding in Spokane dans le rôle de Carmichael - 2011 : Mark Rylance - Jerusalem dans le rôle de Johnny « Rooster » Byron - Brian Bedford – L'Importance d'être Constant dans le rôle de Lady Bracknell - Bobby Cannavale – The Motherfucker with the Hat dans le rôle de Jackie - Joe Mantello – The Normal Heart dans le rôle de Ned Weeks - Al Pacino – Le Marchand de Venise dans le rôle de Shylock - 2012 : James Corden – One Man, Two Guvnors dans le rôle de Francis Henshall - James Earl Jones – The Best Man dans le rôle du président Art Hockstader - Frank Langella – Man and Boy dans le rôle de Gregor Antonescu - John Lithgow – The Columnist dans le rôle de Joseph Alsop - Philip Seymour Hoffman – Mort d'un commis voyageur dans le rôle de Willy Loman - 2013 : Tracy Letts – Qui a peur de Virginia Woolf ? dans le rôle de George - Tom Hanks – Lucky Guy dans le rôle de Mike McAlary - Nathan Lane – The Nance dans le rôle de Chauncey - David Hyde Pierce – Vanya and Sonia and Masha and Spike dans le rôle de Vanya - Tom Sturridge – Orphans dans le rôle de Phillip - 2014 : Bryan Cranston – All the Way dans le rôle de Lyndon B. Johnson - Samuel Barnett – La Nuit des rois dans le rôle de Viola - Chris O'Dowd – Of Mice and Men dans le rôle de Lennie Small - Mark Rylance – Richard III dans le rôle de Richard III - Tony Shalhoub – Act One dans le rôle de Moss Hart / Barnett Hart / George S. Kaufman | - 2015 : Alex Sharp – Le Bizarre Incident du chien pendant la nuit dans le rôle de Christopher Boone - Steven Boyer – Hand to God dans le rôle de Jason/Tyrone - Bradley Cooper – The Elephant Man dans le rôle de John Merrick - Ben Miles – Wolf Hall Parts One & Two dans le rôle de Thomas Cromwell - Bill Nighy – Skylight dans le rôle de Tom Sergeant - 2016 : Frank Langella – Le Père dans le rôle d'Andre - Gabriel Byrne – Le Long Voyage vers la nuit dans le rôle de James Tyrone - Jeff Daniels – Blackbird dans le rôle de Ray - Tim Pigott-Smith – King Charles III dans le rôle de Charles - Mark Strong – Vu du pont dans le rôle d'Eddie Carbone - 2017 : Kevin Kline – Joyeux Chagrins dans le rôle de Garry Essendine - Denis Arndt – Heisenberg dans le rôle de Alex Priest - Chris Cooper – A Doll's House, Part 2 dans le rôle de Torvald Helmer - Corey Hawkins – Six Degrees of Separation dans le rôle de Paul - Jefferson Mays – Oslo dans le rôle de Terje Roed-Larsen - 2018 : Andrew Garfield – Angels in America dans le rôle de Prior Walter - Tom Hollander – Travesties dans le rôle de Henry Carr - Jamie Parker – Harry Potter and the Cursed Child dans le rôle de Harry Potter - Mark Rylance – Farinelli and the King dans le rôle de Philippe V - Denzel Washington – Le marchand de glace est passé (The Iceman Cometh) dans le rôle de Theodore « Hickey » Hickman - 2019 : Bryan Cranston – Network dans le rôle de Howard Beale - Paddy Considine – The Ferryman dans le rôle de Quinn Carney - Jeff Daniels – To Kill a Mockingbird dans le rôle d'Atticus Finch - Adam Driver – Burn This dans le rôle de Pale - Jeremy Pope – Choir Boy dans le rôle de Pharus Jonathan Young |

### Années 2020
| - 2021 : Andrew Burnap – The Inheritance dans le rôle de Toby Darling - Ian Barford – Linda Vista dans le rôle de Wheeler - Jake Gyllenhaal – Sea Wall/A Life dans le rôle de Abe - Tom Hiddleston – Betrayal dans le rôle de Robert - Tom Sturridge – Sea Wall/A Life dans le rôle d'Alex - Blair Underwood – A Soldier's Play dans le rôle de Captain Richard Davenport - 2022 : Simon Russell Beale – The Lehman Trilogy dans le rôle de Henry Lehman - Adam Godley – The Lehman Trilogy dans le rôle de Mayer Lehman - Adrian Lester – The Lehman Trilogy dans le rôle de Emanuel Lehman - David Morse – How I Learned to Drive dans le rôle de Uncle Peck - Sam Rockwell – American Buffalo dans le rôle de Teach - Ruben Santiago-Hudson – Lackawanna Blues dans le rôle de plusieurs personnages - David Threlfall – Hangmen dans le rôle de Harry Wade - 2023 : Sean Hayes – Good Night, Oscar dans le rôle d'Oscar Levant - Yahya Abdul-Mateen II – Topdog/Underdog dans le rôle de Booth - Corey Hawkins – Topdog/Underdog dans le rôle de Lincoln - Stephen McKinley Henderson – Between Riverside and Crazy dans le rôle de Pops - Wendell Pierce – Death of a Salesman dans le rôle de Willy Loman | - 2024 : Jeremy Strong – An Enemy of the People dans le rôle de Docteur Thomas Stockmann - William Jackson Harper – Uncle Vanya dans le rôle d'Astrov - Leslie Odom Jr. – Purlie Victorious dans le rôle de Purlie Victorious Judson - Liev Schreiber – Doubt: A Parable dans le rôle de Father Brendan Flynn - Michael Stuhlbarg – Patriots dans le rôle de Boris Berezovsky - 2025 : Cole Escola – Oh, Mary! dans le rôle de Mary Todd Lincoln - George Clooney – Good Night, and Good Luck dans le rôle de Edward R. Murrow - Jon Michael Hill – Purpose dans le rôle de Nazareth "Naz" Jasper - Daniel Dae Kim – Yellow Face dans le rôle de DHH - Harry Lennix – Purpose dans le rôle de Solomon "Sonny" Jasper - Louis McCartney – Stranger Things: The First Shadow dans le rôle de Henry Creel |